# 加達林嶺
加達林嶺（英語：Gadarene Ridge）是南極洲的山嶺，位於奧次地，屬於阿倫山的一部分，由新西蘭的研究隊探測和命名，該山嶺現時由南極條約體系管理。

## 外部連結
. . United States Geological Survey.   [2012-04-14].
76°42′S 159°33′E / 76.700°S 159.550°E